# Międzynarodowe Stowarzyszenie Gedeonitów

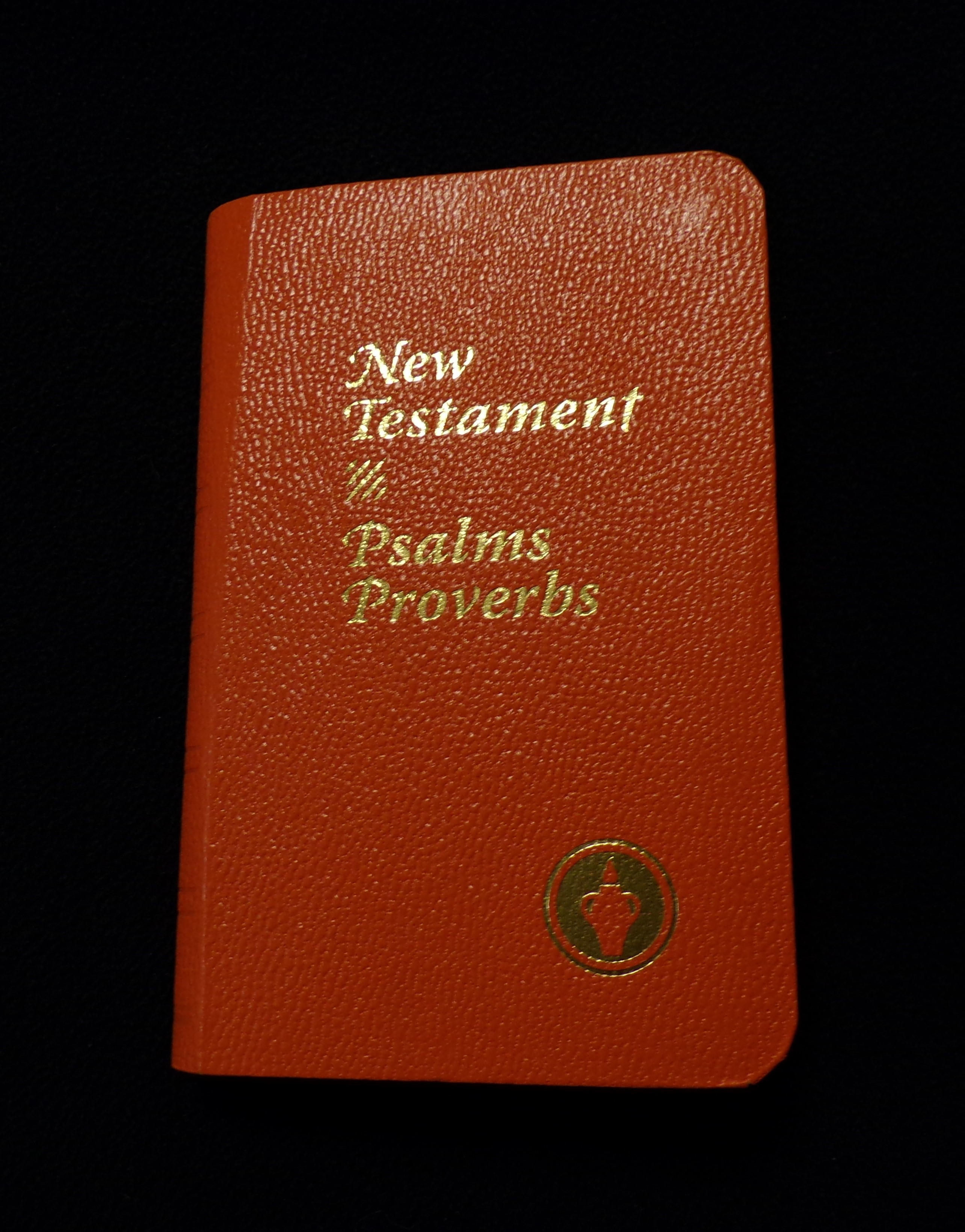
Przykładowe wydanie Nowego Testamentu rozdawane przez Gedeonitów

Międzynarodowe Stowarzyszenie Gedeonitów (ang. The Gideons International) – organizacja chrześcijańska, wyrosła i zakorzeniona w teologii protestanckiej, związana z nurtem ewangelicznym. Statutowym celem organizacji jest popularyzacja Pisma Świętego wśród społeczeństwa poprzez bezpłatne umieszczanie Biblii, a także jej części, na terenie hoteli, szkół, zakładów karnych i innych instytucji, jak również rozpowszechnianie jej wśród osób indywidualnych. Międzynarodowe Stowarzyszenie Gedeonitów zostało założone w 1899 r. w Stanach Zjednoczonych, ale dystrybucją Biblii zajęli się w 1908.
Nazwa stowarzyszenia została zaczerpnięta z siódmego rozdziału biblijnej Księgi Sędziów, który opowiada o Gedeonie, „człowieku gotowym wykonać wszystko, czego Bóg od niego zażądał. Głównymi cechami jego charakteru były: wiara, posłuszeństwo i pokora. I takie cechy chciano zaszczepić członkom stowarzyszenia”.

## Historia
Stowarzyszenie Gedeonitów założyli dwaj komiwojażerowie John H. Nicholson i Samuel E. Hollem, którzy w 1898 roku zostali zakwaterowani w jednym pokoju hotelowym ze względu na przepełnienie. Łączyła ich miłość do Biblii i dlatego postanowili założyć organizację podróżujących chrześcijan. Międzynarodowe Stowarzyszenie Gedeonitów zorganizowane zostało w 1899 r. w Boscobel, w stanie Wisconsin, Stany Zjednoczone, jako organizacja poświęcona chrześcijańskiej ewangelizacji. W 1908 roku stowarzyszenie zrealizowało pierwsze zamówienie na dostarczenie 25 egzemplarzy Biblii do hotelu w Montanie.
Obecnie stowarzyszenie obejmuje swą działalnością 200 krajów świata, zrzeszając przeszło 300 000 świeckich członków (Gedeonitów i Pomocnic, żon Gedeonitów) i wydając Pismo Święte w ponad 100 językach. Dotychczas Gedeonici rozpowszechnili ponad 2 miliardy egzemplarzy Biblii i Nowego Testamentu, w tym na terenie Polski – ok. miliona.

## Działalność
Gedeonici najczęściej publikują i rozprowadzają protestanckie przekłady Biblii, w języku polskim – Biblię warszawską. Obozy Gedeonickie w Polsce występują na terenie całego kraju, zarówno w dużych aglomeracjach, jak i mniejszych miejscowościach. Działalność stowarzyszenia wspiera większość kościołów i wspólnot protestanckich. Zgodnie ze statutem organizacji, Gedeonitami zostać mogą „mężczyźni mający ukończone 21 lat, przede wszystkim biznesmeni i wykonujący wolne zawody, którzy wierzą, że Biblia jest natchnionym Słowem Bożym, wierzą, że Jezus Chrystus jest wiecznym Synem Bożym i przyjęli Go jako Osobistego Zbawiciela oraz usiłują Go naśladować w codziennym życiu i którzy są czynnymi członkami ewangelikalnego lub protestanckiego kościoła lub zboru”.
Międzynarodowe Stowarzyszenie Gedeonitów przyjmuje typową teologię ewangeliczną, a zatem wierzy i oddaje cześć tylko Bogu w Trójcy Świętej Jedynemu, uznaje Jezusa Chrystusa jako Boga oraz jedynego pośrednika między Bogiem a człowiekiem, przyjmuje Biblię jako jedyny i ostateczny autorytet w sprawach wiary (sola scriptura), zbawienie zaś postrzega jako akt łaski Bożej (sola gratia), które staje się udziałem grzesznika przez wiarę (sola fide). Gedeonitów łączą nie tylko wspólne przekonania, ale również świadectwo i służba, w tym przede wszystkim praca na rzecz upowszechniania Biblii.
Biblie wydawane przez Gedeonitów zawierają ponadto:
- krótką przedmowę informującą o działalności Stowarzyszenia,
- skorowidz tekstów biblijnych przydatnych do szybkiego znalezienia pomocy w trudnych sytuacjach życiowych,
- krótki opis sposobu zbawienia człowieka (z perspektywy protestanckiej) na podstawie tekstów Nowego Testamentu.
- miejsce na datę i podpis dla tych, którzy przyjmując Jezusa Chrystusa za swojego Pana i Zbawiciela, zostali przez niego zbawieni z łaski.

W Polsce Gedeonici rozpowszechniają:
- Nowy Testament i Psalmy (Nowy Przekład, niebieska oprawa – umieszczane są przy łóżkach chorych, w szpitalach oraz w przychodniach lekarskich).
- Nowy Testament (Nowy Przekład, biała oprawa – dla pracowników Służby zdrowia).
- Nowy Testament (Nowy Przekład, niebieska oprawa – rozdawane są w szkołach, zakładach karnych, jednostkach wojskowych i innych miejscach).
- Nowy Testament, wersja trójjęzyczna (polski: Nowy Przekład, angielski: Biblia króla Jakuba, niemiecki: Biblia Lutra, niebieska oprawa – dla hoteli).